# Club Med 2
Club Med 2 es una goleta de vela de cinco mástiles controlada por computadora, operada por Club Med como un crucero. Combina la potencia de siete velas operadas por computadora con la energía diésel-eléctrica más tradicional, con cuatro generadores diesel que alimentan dos motores eléctricos. El Club Med 2 se lanzó en 1992 en Le Havre, Francia. Su barco gemelo, Club Med 1, fue vendido a Windstar Cruises y pasó a llamarse Wind Surf en 1998.
 

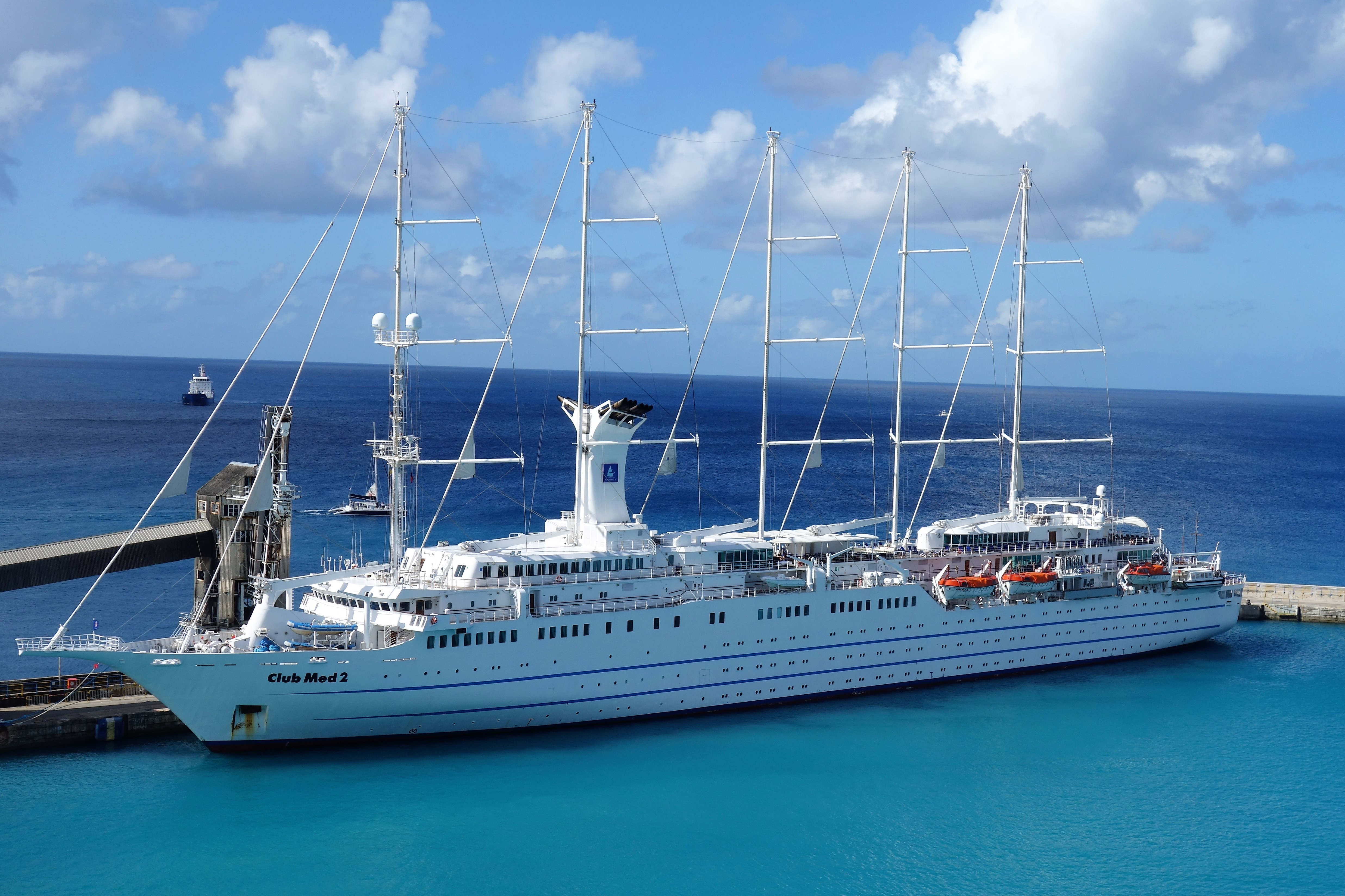
Club Med 2 amarrado en el muelle de cruceros de Bridgetown

El barco, uno de los cruceros de vela más grandes del mundo, que transporta hasta 386 pasajeros con una tripulación de 214, navega por las aguas del Mar Mediterráneo y del Mar Adriático en verano, y del Caribe en invierno, encontrando su camino destinos a los cuales los cruceros más grandes no pueden llegar. 

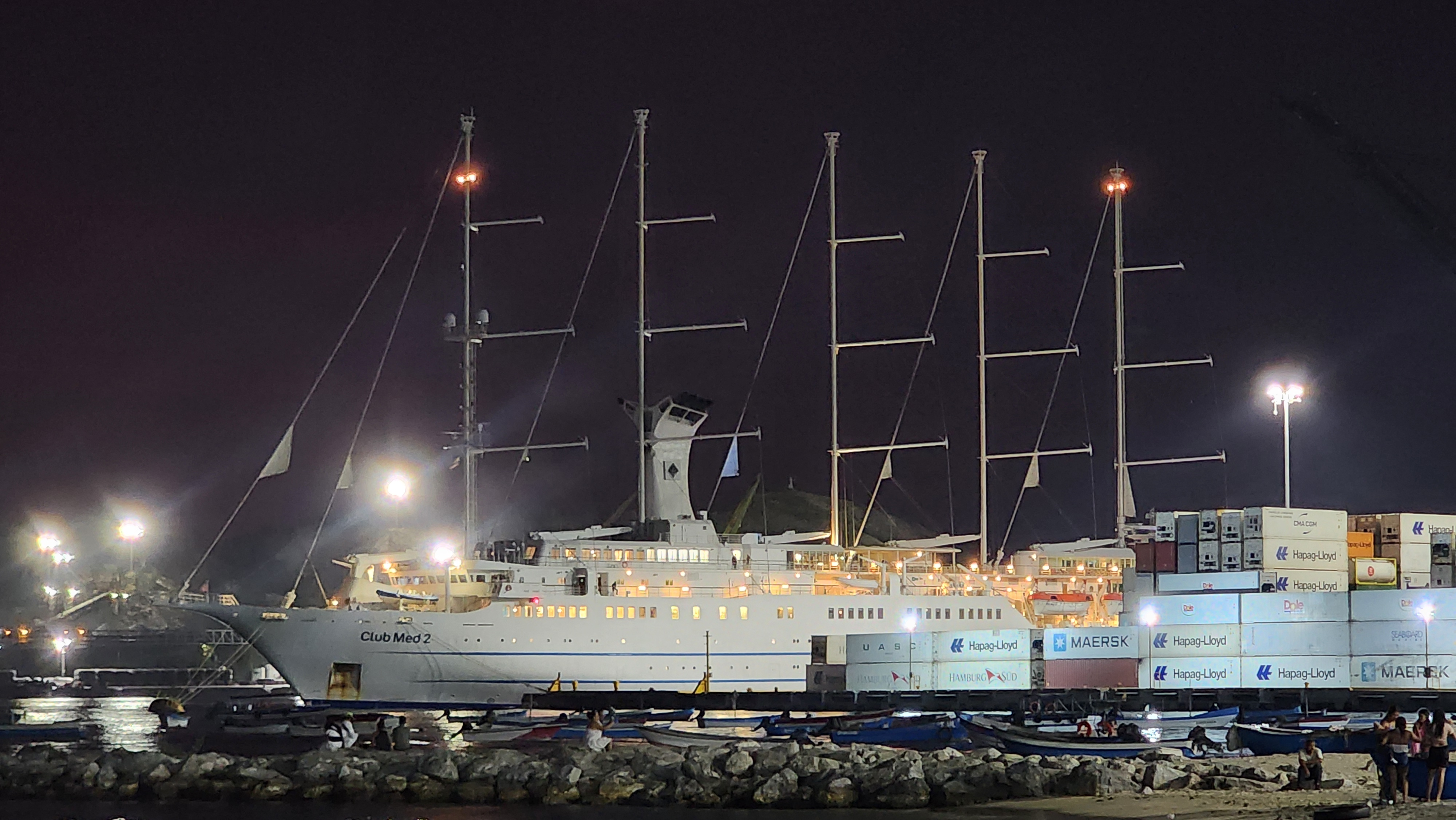
Club Med 2 amarrado en el puerto de Santa Marta (Colombia)

El barco ofrece bailes de salón, visitas al puente, música, y navega por la noche. Una plataforma de deportes acuáticos se puede desplegar desde la popa. Los destinos europeos de Club Med 2 incluyen puertos en el Mediterráneo, el Adriático y el Mar Egeo. Los viajes transatlánticos se ofrecen en la primavera (en dirección este) y en otoño (en dirección oeste).

## Historia
El barco se basaba en los yates de vela Wind Wind, Wind Spirit y Wind Song, de 5,350 toneladas, más pequeños, de Windstar Cruises. Todos fueron construidos por la Société Nouvelle des Ateliers y Chantiers du Havre, Francia.
- Datos: Q1103038
- Multimedia: IMO 9007491 / Q1103038